# Bowersville, Ohio
Bowersville är en ort (village) i Greene County i Ohio. Vid 2010 års folkräkning hade Bowersville 312 invånare.